# イングロリアス・バスターズ
『イングロリアス・バスターズ』（Inglourious Basterds）は、2009年のアメリカの戦争映画。監督・脚本はクエンティン・タランティーノ、出演はブラッド・ピット、クリストフ・ヴァルツ、メラニー・ロランなど。
舞台は第二次世界大戦中のドイツ国防軍占領下のフランス。5章に分けて語られる物語の中心となるのは、ドイツ指導者の暗殺を企てる二人の主人公、一方はナチス親衛隊大佐（ヴァルツ）に家族を皆殺しにされたユダヤ系フランス人の女性映画館館主（ロラン）と、他方はユダヤ系アメリカ人からなる秘密部隊を率いるアメリカ陸軍中尉（ピット）であり、女の復讐劇と男たちの戦いは、ドイツのプロパガンダ映画が披露される夜に彼女の劇場が大炎上してクライマックスを迎える。
2009年5月20日、パルム・ドールを目指して第62回カンヌ国際映画祭で発表された。ワインスタイン・カンパニーとユニバーサル・ピクチャーズの配給で、2009年8月からアメリカとヨーロッパの映画館で公開された。
8月21日に北米3,165館で公開されると、3805万4676ドルを稼いで週末興行成績第1位となった。最終的に全世界で3億ドル以上を稼ぎ、『パルプ・フィクション』の2億1392万8762ドルを超えてタランティーノの監督映画で最大のヒット作となった。
第82回アカデミー賞では8部門でノミネートされるなど、映画賞も多数獲得した。
なお、オリジナルのタイトル「Inglourious Basterds」について、ここでは「Inglourious」の表記となっているが実際に使われている英語の正しい綴りは「Inglorious」である。

## ストーリー
1941年、第二次世界大戦中のドイツ軍占領下のフランスの田園地帯。この地に赴任した「ユダヤ・ハンター」の異名をとるナチス親衛隊のランダ大佐は、行方不明になっているユダヤ人一家の手がかりを得るために酪農家のラパディットを尋問する。床下にその一家が匿われていることを突き止めると、部下に命じて床板越しにマシンガンで皆殺しにさせるが、ただ一人、娘のショシャナだけは逃げ出すことに成功する。ランダは走り去るショシャナの背中に向けてピストルを構えるが、引き金を引く代わりに別れの言葉を叫ぶ。（第1章『その昔…ナチ占領下のフランスで』）
1944年春、レイン米陸軍中尉はユダヤ系アメリカ人8名からなる秘密特殊部隊を組織していた。レインが部下に説明する任務とは、市民にまぎれて敵地奥深くに潜入し、ドイツ人を血祭りにあげることであった。捕虜はとらないという方針の下、拷問を加えた上で殺害し、レインの祖先でもあるアパッチ族の慣わしに倣って、各員が100人のドイツ軍兵士から頭皮を剥ぐよう命じる。一方、ドイツ軍の間では、レインの部隊は「バスターズ」の名前で知れ渡っており、その活躍は生存者を通してアドルフ・ヒトラー総統にも伝えられえる。「ユダヤの熊」こと軍曹ドニーは、協力を拒むドイツ軍下士官をバットで撲殺する。レインは、唯一の生き残りのドイツ兵の額に、一生消えないハーケンクロイツの傷をナイフで刻んだ上で解放する。また、バスターズはドイツ軍兵士でありながらゲシュタポ将校13名を殺害して監獄に入れられていたスティグリッツを救出して仲間に引き入れる。（第2章『名誉なき野郎ども』）
1944年6月、パリ。ショシャナは、亡くなった叔父夫妻から経営を引き継いだ、身寄りのないうら若き女性映画館主エマニュエルという別人に成りすましていた。ショシャナに想いを寄せるドイツ軍狙撃兵フレデリックは、彼のイタリア戦線での活躍をプロパガンダ映画『国家の誇り』に仕立て上げたヨーゼフ・ゲッベルス宣伝大臣にショシャナを無理やり引き合わせて、映画のプレミア上映会にショシャナの劇場を使用するよう、ゲッベルスを説得する。そのビストロでの会食の場に、ショシャナの家族を皆殺しにしたランダが現れ、ショシャナは緊張する。ゲッベルスとの話し合いが済むと、ランダはショシャナ一人を残らせて、彼女の生い立ちや劇場について尋問するが、最後までエマニュエルがショシャナだとは気付かない。ランダが立ち去ると、ショシャナは極度の緊張から解き放たれ、一人静かに泣く。家族を殺された復讐に、上映会に集うナチス高官をニトロセルロースフィルムを使って劇場もろとも焼き尽くすことを思いつく。（第3章『パリにおけるドイツの宵』）
ドイツ軍およびナチス党高官が一堂に会するプレミア上映会の情報は英軍もつかんでいた。フェネク将軍はドイツ語と映画史に堪能なヒコックス中尉を呼び出し、チャーチル首相もいる場で、ドイツ人高官ごと劇場を爆破するキノ（映画館）作戦について説明する。ヒコックスはドイツ語のできるバスターズのメンバーとともに、フランスの田舎町にあるバーをドイツ軍将校に扮して訪れる。そこで作戦を手引きするドイツ人人気女優でイギリスのスパイでもあるブリジットとランデブーする手はずであったが、バーにはその日に限って子供が生まれたドイツ軍兵士とそれ祝う仲間が集っていた。ブリジットはドイツ軍兵士から息子の誕生祝いにと、サインをせがまれる。ヒコックスは、その不自然なドイツ語訛りをドイツ軍兵士に不審がられ、さらに飲み物を頼む仕草が決め手となって、その場に居合わせたゲシュタポのヘルシュトローム少佐にドイツ人ではないことを見破られてしまう。ヒコックスが開き直ると、バーのマスターとウェイトレスも巻き込んだ銃撃戦になり、足に銃弾を受けながらもブリジットだけが生き残る。ブリジットに裏切られたと思ったレインは、近くの動物病院で拷問を加えるが、ドイツ軍兵士達が居合わせたのは単なる偶然だという説明に納得する。さらに、ブリジットはレインたちに、プレミア上映会にはヒトラーも出席するという新情報を伝える。ドイツ語ができるメンバーを失ったバスターズは、レイン、ドニー、オマーが、ドイツの同盟国のイタリア人の振りをしてブリジットを上映会にエスコートすることを決める。後にバーを捜索したランダは、ハイヒールとブリジットのサイン入りナプキンを発見する。（第4章『映画館作戦』）
『国家の誇り』プレミア上映会に続々とドイツ人高官が集まってくる。警備に当たるランダは、疑いをかけるブリジットの「イタリア人」エスコートたちに堪能なイタリア語で話しかける。ランダはブリジットを別室に連れ出していすに座らせると、バーで見つけたハイヒールを試着させる。サイズが合うことを確かめたランダは、ブリジットに飛び掛り、絞め殺す。さらに、ロビーで待つレインと外で待機していたウティヴィッチを逮捕して連行すると、無線でレインの上官と掛け合い、劇場に残るドニーとオマーにナチス高官の暗殺を許す代わりに、ランダの恩給を認めた上で訴追せずに米国へと亡命させることを呑ませる。劇場ではフレデリックがショシャナがいる映写室に押しかけていた。フレデリックを追い払えないと悟ったショシャナは、映写室のドアに鍵をかけようとしているフレデリックの背中をピストルで撃つ。死んだと思ったフレデリックがうめき声を上げ、ショシャナが近づく。フレデリックは最後の力を振り絞って体の向きを変えるとショシャナを射殺する。ショシャナが事前に編集していた『国家の誇り』は、連合軍へのメッセージを伝えるフレデリックの顔からショシャナの大写しへと切り替わり、観客はこれからユダヤ人に殺されると伝える。これを合図に、ショシャナの映写技師で恋人のマルセルが、劇場の出口にボルトをかけて観客が逃げられないようにした上で、スクリーン背後に積まれたフィルムに火を放つ。ドニーとオマーはバルコニー席のヒトラーに飲み物を運ぶ振りをして護衛を射殺すると、マシンガンを奪って、ヒトラー、その場に居合わせたゲッベルス、さらには炎から逃げ惑う一階の観客たちを滅多撃ちにする。最後はドニーとオマーが仕掛けた爆弾が爆発して全員が死ぬ。
レインらを載せたトラックで米軍の支配地域までたどり着いたランダは、事前の打ち合わせ通り、レインに投降する。銃とナイフを受け取ったレインはその場でランダの通信兵を射殺し、ウティヴィッチに頭皮を剥ぐよう命令する。混乱して怒鳴るランダ。レインはランダに、アメリカではナチスの軍服を脱いでナチスだと分からないようにして暮らすつもりなんだろう、と尋ねる。映画はレインがランダを押さえつけてナイフで額に鉤十字を刻み、ウティヴィッチに語りかけるシーンで終わる。「どうだいウティヴィッチ、こりゃダントツで最高傑作だ。」（第5章『巨大な顔の逆襲』）

## 登場人物・キャスト

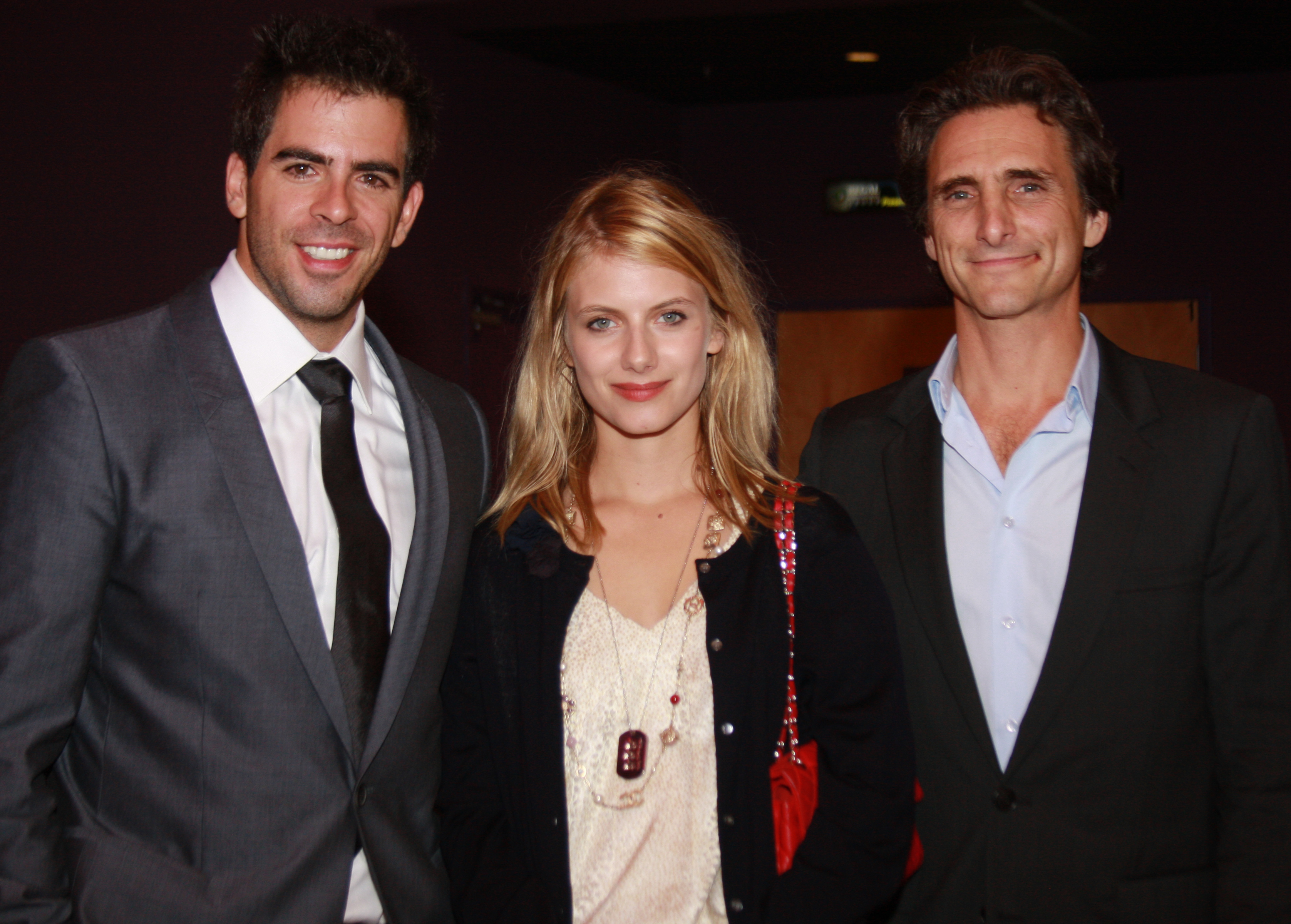
イーライ・ロス、メラニー・ロラン、プロデューサーのローレンス・ベンダー（2009年カンヌ映画祭にて）

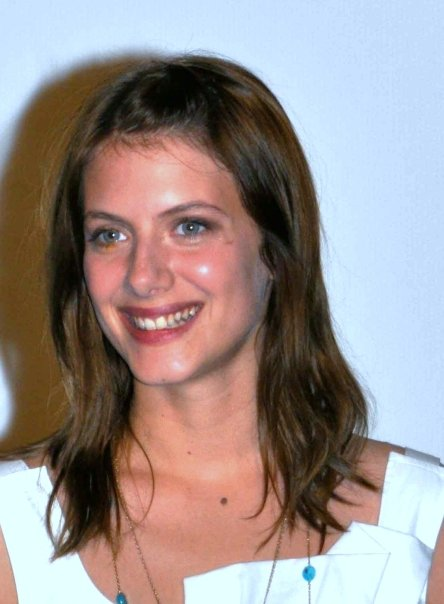
ショシャナ役のメラニー・ロラン（2009年）

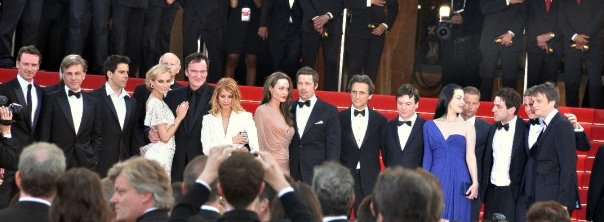
2009年カンヌ映画祭に出席するキャストとスタッフ

### バスターズ
アルド・レイン中尉
演 - ブラッド・ピット、日本語吹替 - 山寺宏一
隊長。自称アパッチ族の末裔。
ドニー・ドノウィッツ軍曹
演 - イーライ・ロス、日本語吹替 - 後藤敦
「ユダヤの熊」という通称を持つ隊員。バットでナチスを撲殺することが趣味。
ヒューゴ・スティーグリッツ軍曹
演 - ティル・シュヴァイガー、日本語吹替 - 横島亘
元ナチス兵の隊員。一度キレると手が付けられない。
ヴィルヘルム・ヴィッキ伍長
演 - ギデオン・ブルクハルト、日本語吹替 - 楠大典
オーストリア生まれの隊員。
スミッソン・ウティヴィッチ上等兵
演 - B・J・ノヴァク、日本語吹替 - 浜田賢二
背が低く華奢な隊員。
オマー・ウルマー上等兵
演 - オマー・ドゥーム、日本語吹替 - 後藤哲夫
隊員。
ヒルシュベルク上等兵
演 - サム・レヴァイン、日本語吹替 - 勝杏里
隊員。
マイケル・ジマーマン上等兵
演 - マイケル・バコール
隊員。

### ユダヤ人
ショシャナ・ドレフュス
演 - メラニー・ロラン、日本語吹替 - 松谷彼哉
パリの映画館の館主。過去にナチス（ランダ）に家族を殺害され、「エマニュエル・ミミュー」という偽名で暮らしている。

### フランス人
マルセル
演 - ジャッキー・イド、日本語吹替 - 宮内敦士
ショシャナの映画館の映写技師。黒人。
ペリエ・ラパディット
演 - ドゥニ・メノーシェ、日本語吹替 - 宮内敦士
フランスの田舎に三人の娘と共に暮らす男性。ショシャナと彼女の家族を匿っていたが、ランダの尋問に耐えられず居場所を明かしてしまう。
エリック
演 - クリスチャン・ベルケル、日本語吹替 - なし（原語流用）
ドイツ軍人が集う地下酒場の主人。
バルベット
演 - ジャナ・パラスキー、日本語吹替 - なし（原語流用）

シャーロット・ラパディット
演 - レア・セドゥ
ペリエの娘。

### アメリカ人
無線の声（司令部）
声 - ハーヴェイ・カイテル（クレジットなし）、日本語吹替 - 藤本譲

### イギリス人
アーチー・ヒコックス中尉
演 - マイケル・ファスベンダー、日本語吹替 - てらそままさき
バスターズへの協力を命じられたイギリス軍人。元映画評論家。
エド・フェネク将軍
演 - マイク・マイヤーズ、日本語吹替 - 後藤哲夫
ヒコックスにバスターズへの協力を命じる。
ウィンストン・チャーチル首相
演 - ロッド・テイラー、日本語吹替 - 藤本譲
イギリス首相。

### ドイツ人
ブリジット・フォン・ハマーシュマルク
演 - ダイアン・クルーガー、日本語吹替 - 田中敦子
ドイツの人気女優だが、実はイギリスのスパイ。バスターズに協力する。
エミール・ヤニングス
演 - ヒルマー・アイヒホルン、日本語吹替 - なし（原語流用）
ドイツの俳優でナチス支持者。

### ドイツ軍およびナチス親衛隊
ハンス・ランダ親衛隊大佐
演 - クリストフ・ヴァルツ、日本語吹替 - 山路和弘
ナチス将校。「ユダヤ・ハンター」の異名を持ち、過去にショシャナの家族を皆殺しにした。
フレデリック・ツォラー国防軍一等兵
演 - ダニエル・ブリュール、日本語吹替 - なし（原語流用）
ナチス兵士。プロバカンダ映画の主役に仕立て上げられる。ショシャナの素性を知らずに彼女に惹かれる。
ヘルシュトローム親衛隊少佐
演 - アウグスト・ディール
ゲシュタポ。観察眼が鋭く語学にも詳しい切れ者。
ヨーゼフ・ゲッベルス宣伝大臣
演 - シルヴェスター・グロート、日本語吹替 - なし（原語流用）
ナチスの宣伝大臣。
アドルフ・ヒトラー総統
演 - マルティン・ヴトケ、日本語吹替 - なし（原語流用）
ナチス総統。
フランチェスカ・モンディーノ
演 - ジュリー・ドレフュス、日本語吹替 - なし（原語流用）
ナチスのフランス語通訳。ゲッペルスの愛人。
ラハトマン軍曹
演 - リチャード・サメル、日本語吹替 - 清川元夢
ドイツ軍兵士。バスターズに捕らえられた後、彼らへの協力を拒んだためドニーにバットで撲殺される。
ブッツ二等兵
演 - ソンケ・モーリング、日本語吹替 - なし（原語流用）
ドイツ軍兵士。ラハトマンが殺害されるのを見てバスターズに協力するも、額にナイフでハーケンクロイツを刻まれる。
ウィルヘルム曹長
演 - アレクサンダー・フェリング、日本語吹替 - 勝杏里
ドイツ軍兵士。自身の子供が産まれた祝いに部下を連れて地下酒場を訪れる。
ウルフギャング大尉
演 - ルドガー・ピストール、日本語吹替 - なし（原語流用）
ナチス将校。
プレミア上映会に招待された将軍
演 - エンツォ・G・カステラーリ

ドイツ軍兵士
演 - クエンティン・タランティーノ（クレジットなし）

### 『国家の誇り』出演者
フレデリック・ツォラー国防軍一等兵役（本人役）
演 - ダニエル・ブリュール、日本語吹替 - 蓮池龍三

アメリカ軍大佐役
演 - ボー・スヴェンソン

アメリカ軍兵士役
演 - クエンティン・タランティーノ（クレジットなし）

### その他
ナレーター
声 - サミュエル・L・ジャクソン（クレジットなし）、日本語吹替 - 小林清志

### 削除された登場人物
ヒメルスタイン夫人
演 - クロリス・リーチマン
ミミュー夫人
演 - マギー・チャン

## スタッフ
- 監督・脚本：クエンティン・タランティーノ
- 製作：ローレンス・ベンダー
- 製作総指揮：エリカ・スタインバーグ、ロイド・フィリップス、ボブ・ワインスタイン、ハーヴェイ・ワインスタイン
- 共同プロデューサー：ヘニング・モルフェンター、カール・チャーリー・ウォベッケン、クリストファー・フィッシャー
- アシスタント・プロデューサー：ピラー・サボーン
- 撮影：ロバート・リチャードソン
- プロダクションデザイン：デヴィッド・ワスコ
- 衣装デザイン：アンナ・B・シェパード
- 編集：サリー・メンケ
- VFXデザイナー：ジョン・ダイクストラ
- 特殊効果メイク：グレゴリー・ニコテロ
- 舞台装飾：サンディ・レイノルズ・ワスコ
- 日本語字幕：松浦美奈

## 製作

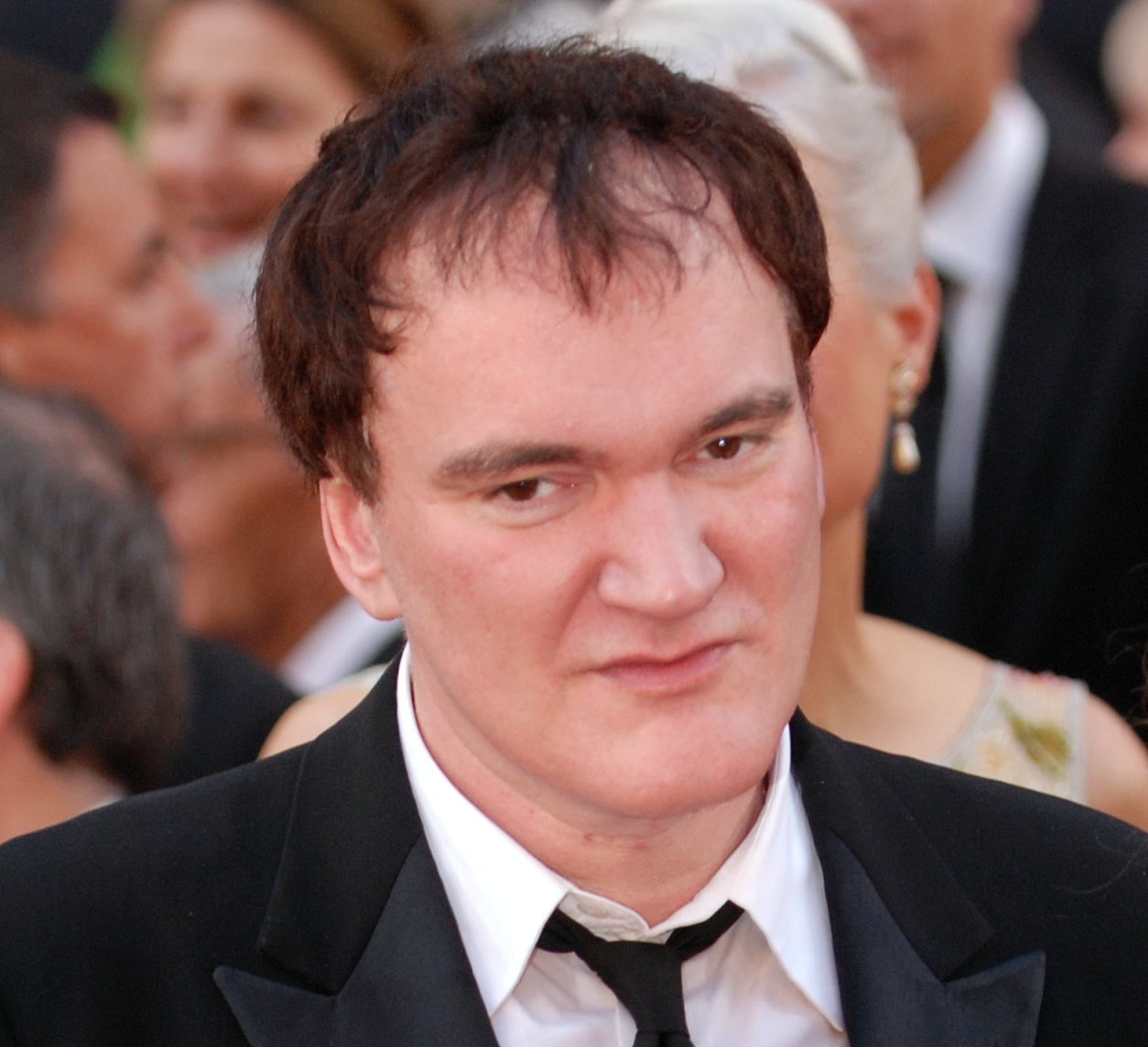
クエンティン・タランティーノ（2009年アカデミー賞授賞式にて）

タランティーノは、1978年のイタリア映画『地獄のバスターズ』に刺激されて脚本を書き始めたが、完成した映画は復讐劇の中にさまざまな映画へのオマージュを忍び込ませたものとなった。
『イングロリアス・バスターズ』の原点は1998年にさかのぼる。タランティーノは映画のために脚本を書きはじめたが、エンディングをどうするかに頭を悩ませ、一旦は製作から離れて2部作の『キル・ビル』の監督をはじめた。2007年に『デス・プルーフ in グラインドハウス』を撮り終わったタランティーノは『イングロリアス・バスターズ』の仕事を再開する。
この映画は2008年10月に製作がスタートし、7000万ドルの予算が組まれて、ドイツとフランスで撮影された。

### 着想と脚本
クエンティン・タランティーノは『イングロリアス・バスターズ』の脚本執筆に10年以上を費やした。主演したピットによると、タランティーノが脚本を書いていることは公開8年前からハリウッドでは神話になっていたという。タランティーノはインタビューで、「エピソードにちょっと凝りすぎた」と語り、ストーリーが広がり、長くなりすぎたせいだとその理由を説明した。タランティーノは脚本の執筆を通して映画が傑作になると感じており、今まで書いた中で最高のものになるだろうと考えていた。タランティーノによると、脚本を章立てしたおかげで、異なるタイプの映画のタッチを『イングロリアス・バスターズ』という1本の映画に詰め込むことが容易になったという。第1章と第2章は、マカロニ・ウエスタン、第3章ではフランス映画やエルンスト・ルビッチの『生きるべきか死ぬべきか』のようなタッチがあり、第4章と第5章は、『特攻大作戦』のような1960年代中盤の戦争アクションっぽくなっていると語った。映画公開を控えたインタビューでは、『イングロリアス・バスターズ』とは「俺がつくる『特攻大作戦』とか、『荒鷲の要塞』、『ナヴァロンの要塞』みたいな作品だ」とも答えている。また、彼の作品の特徴とは観客が思いもよらないところで笑うことであり、そのことを狙って映画作りをしていると語った。『イングロリアス・バスターズ』とは「名誉なき野郎ども」の意であり、その設定はタランティーノ独自のものである。タランティーノは、『地獄の黙示録』の脚本を手がけたジョン・ミリアスに尋ねるなどしたが、バスターズのような部隊が実在したかどうかは分からなかったという。映画では、ショシャナとランダが向き合って食事するシーンなど、緊迫するシーンが最後まで随所に見られるが、タランティーノは「こんなに緊張が続く作品は初めて。ヒッチコック的だと思う」とコメントした。
『イングロリアス・バスターズ』は何種類かの異なる形態での映像化が検討され、脚本は何度も書き直された。この間、タランティーノは映画化に何度も言及している。2002年には、『イングロリアス・バスターズ』が予定よりも長くなってしまうことや、何人もの監督たちが第二次世界大戦をテーマにした作品にすでに取り掛かっていることに悩まされていると答えた。2003年には、『イングロリアス・バスターズ』とは、処刑される直前に生き延びるチャンスを与えられた第二次世界大戦の軍人たちの物語であり、「第二次世界大戦という一大事に投げ込まれた、今までにあったような普通のヒーローものではない」とだけその構想を明らかにした。2003年の別のインタビューでは、ほぼ完成したといってよい脚本を三本も執筆し、しかもそれらは今まで書いた中で最高の出来のものであったにもかかわらず、「エンディングが一つも思い浮かばない」と答えている。結局、『イングロリアス・バスターズ』は諦め、2部作の『キル・ビル』の監督業に専念することになった。『キル・ビル』を撮り終えた2004年11月のインタビューでは、『イングロリアス・バスターズ』は脚本が長くなりすぎているために『キル・ビル』同様、2部作に仕立てることを検討しており、その前に北京語のみのカン・フー映画というもっと小さな作品をやりたいと答えている。この計画も頓挫した2005年のインタビューでは、その代わりに一部を監督することになった『グラインドハウス』を完成させた後に『イングロリアス・バスターズ』に取り掛かることになるだろうと答えている。2008年、『グラインドハウス』を完成させたタランティーノは下書き段階にあった最初の構想に戻り、それを全部で12時間程度のテレビ・シリーズに作りかえることを思いついた。この考えを改めさせたのは、リュック・ベッソンの「君は、私を映画館に向かわせる数少ない監督の一人なのに、次の映画まで5年はお預けだなんてがっかり」という一言であった。物語を練り直し、『パルプ・フィクション』の脚本を長さの目安にしながら、脚本を縮めていった。映画終盤のショシャナが発火しやすい可燃性のニトロセルロース製映画フィルムで劇場を炎上させるシーンを思いついたのもこの時期であり、比喩としてではなく文字通り映画が第三帝国を打倒する様を映像化できることに興奮したという。
タイトルは1978年のエンツォ・G・カステラーリの監督作品である戦争映画『地獄のバスターズ』（英題: The Inglorious Bastards）にインスパイアされたものである。カンヌ映画祭の記者会見で映画のタイトルの綴り（原題はInglourious Basterdsだが、正しい綴りはInglorious Bastards）について聞かれたタランティーノは、「説明するつもりは全くない」と答えた。それでも追及されると、「イングロリアス」の最初の"u"については説明せずに、「バスターズ？発音するときは『バスターズ』って言うだろ（発音に基づけば"e"の方が正しいという意味）」とだけ答えた。タイトルの綴り間違いについては、「バスキア風タッチ (a Basquiat-esque touch)」、「クエンティン・タランティーノ風の綴り（Quentin Tarantino spelling）」などとコメントしたこともある。

### キャスティング

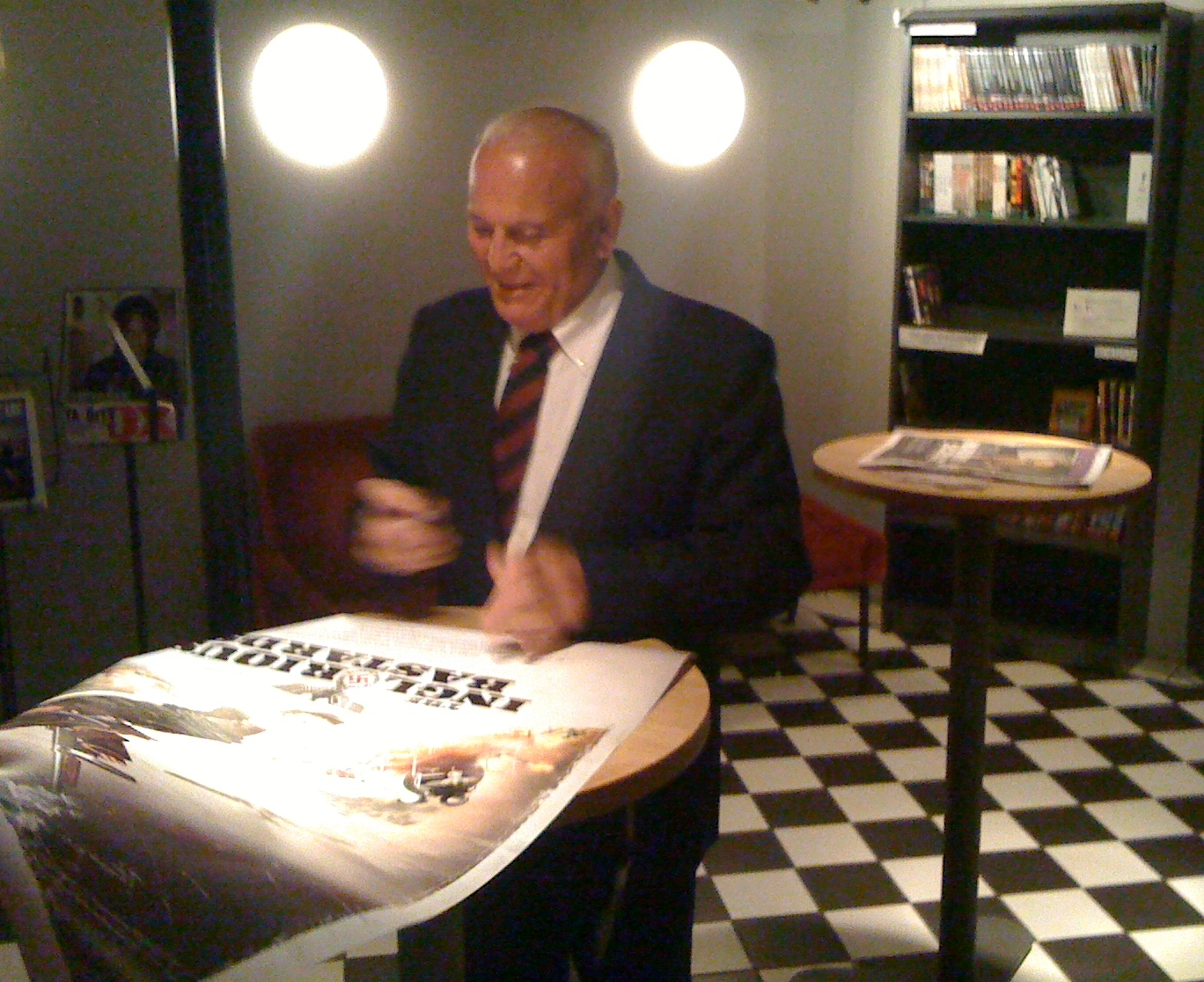
映画祭での『イングロリアス・バスターズ』上映後にポスターにサインするカステラッリ（2009年）

タランティーノはハンス・ランダ役にはもともとレオナルド・ディカプリオを希望していたが、その後、さらに年上のドイツ人俳優を起用することを決めた。最終的に、この役はオーストリア人のクリストフ・ヴァルツが演じることになった。タランティーノは脚本を書きながら、ランダが完璧でないと妥協になると思っていたが、ある日オーディション会場にヴァルツが入ってきたという。「自分の映画にでてくれ」とヴァルツに頼んだところ、「演じられるような役じゃない」と不安がられたという。
脚本を書き始めた当時、タランティーノは演技にも力を入れようとしており、アルド・レイン中尉役を自分で演じることも検討していた。結局、ブラッド・ピットが演じることになったが、レインのあごがしゃくれ気味なのはタランティーノを意識した役作りかもしれないとコメントしたことがある。ピットとタランティーノは長年いっしょに仕事がしたいと言っていたが、よい企画に恵まれなかった。タランティーノは『イングロリアス・バスターズ』の脚本を半分ほど完成させた頃、レイン役にピットを起用することを思いついた。脚本を全て書き終えたころには、ピットならば「すごいことになる」と考えるようになり、代理人と連絡をとって出演可能かどうかを照会した。ピットが演じたレイン中尉が映画の最後でつぶやく台詞は、作品に対する監督自身のコメントだと解釈されている。
タランティーノはドニー・ドノウィッツ役にはアダム・サンドラーを起用しようとしたが、サンドラーがコメディ映画の『素敵な人生の終り方』に出演するためスケジュールが合わず、断られた。そこで、代役にはイーライ・ロスが当てられた。ロスは劇中映画『国家の誇り』の監督も行い、同映画には300人のエキストラが使用された。タランティーノはアーチー・ヒコックス中尉役にサイモン・ペッグを考えていたが、スティーヴン・スピルバーグの『タンタンの冒険/ユニコーン号の秘密』にも出演するため、スケジュール管理が難航し、参加は見送られた。そのため、アイルランド人俳優のマイケル・ファスベンダーと交渉を行い、2008年8月にヒコックス役に決定した。8月中には、アメリカのテレビドラマ『The Office』（en:The Office (U.S. TV series)）に出演し、脚本も書いていたB・J・ノヴァクも「きゃしゃ なニューヨーク生まれの軍人」であるヴィルヘルム・ヴィッキ役に決定した。
タランティーノはブリジット・フォン・ハマーシュマルク役のためにナスターシャ・キンスキーに声をかけ、ドイツにまで会いに行ったが、交渉は成立しなかった。そのため、代わりにダイアン・クルーガーが呼ばれた。ロッド・テイラーは俳優業を事実上引退していて、代理人ともすでに契約していなかったが、タランティーノのオファーをうけてウィンストン・チャーチル役でこの映画に出演した。テイラーは役づくりのために、チャーチルの登場シーンのあるDVDを大量に集め、チャーチルの姿勢や身振り、舌がもつれたような声を研究した。タランティーノとの話し合いでは、テイラーは当初イギリス人俳優のアルバート・フィニーを起用するよう勧めていたが、タランティーノの情熱（passion）にほだされて自分が出演することを決めたという。英軍の将軍役で数分間だけ出演したマイク・マイヤーズは、自身がタランティーノと第二次世界大戦ものの熱狂的ファンであり、両親とも退役軍人であるということもあり、映画に出演できないかと問い合わせた。インタビューで役柄の訛りについて聞かれたマイヤーズは、イギリスの標準的な発音と将校のしゃべり方を合わせたようなものだが、その声のトーンから「この戦争には飽き飽きで、終わらせるやつがいたらたいしたもの、自分の国が荒れ果てているんだから」という態度が伝わるはずだと答えた。
自身の監督作品『地獄のバスターズ』にナチスの将軍としてカメオ出演したエンツォ・G・カステラーリは、タランティーノの『イングロリアス・バスターズ』でも同じく将軍役でカメオ出演したが、役柄の階級と所属する親衛隊組織は異なる。同じく、カステラッリの『地獄のバスターズ』に出演したボー・スヴェンソンも本編でカメオ出演したが、DVDに全編が収められている劇中映画『国家の誇り』のほうがもっとよく演技を鑑賞することができる。タランティーノの映画に出演したことのあるサミュエル・L・ジャクソンとハーヴェイ・カイテルは、この映画ではそれぞれナレーターとOSSの指揮官として声だけの短い出演を果たした。クロリス・リーチマンとマギー・チャンにはそれぞれ、ヒメルスタイン夫人、ミミュー夫人という役柄が与えられていたが、上映時間が長くなりすぎたために完成した映画ではカットされた。

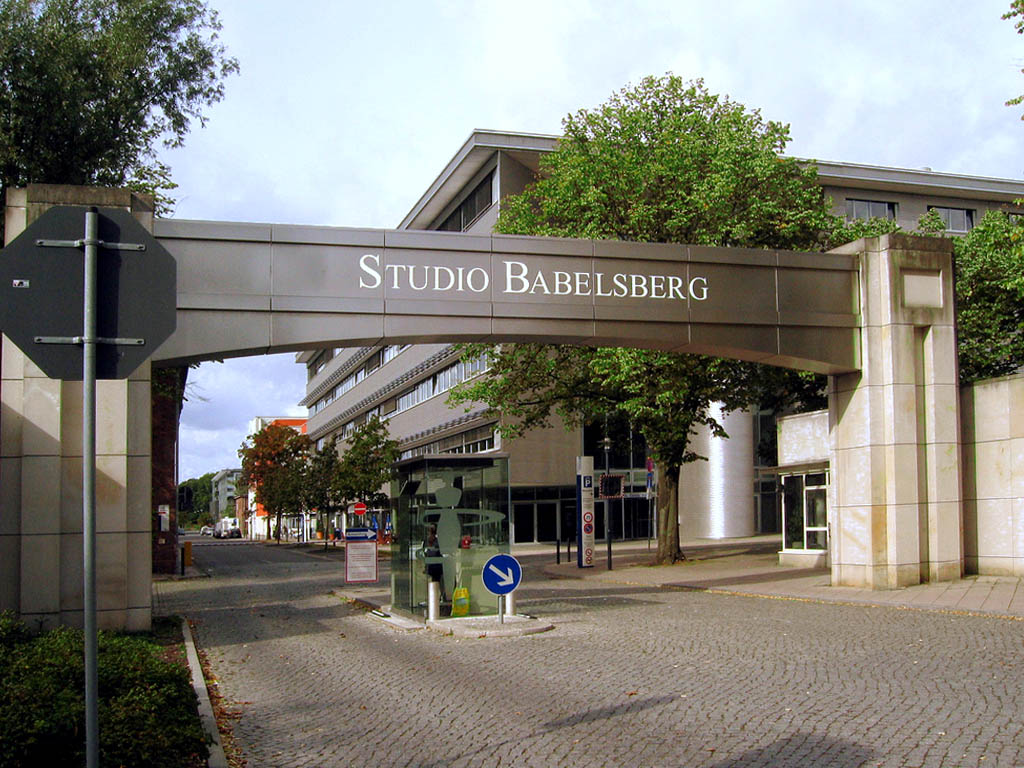
スタジオ・バーベルスベルク

### 製作準備と撮影
ワインスタイン・カンパニーとチームを組んだタランティーノは予定どおり製作準備に入った。2008年7月、タランティーノとエグゼクティヴ・プロデューサーのハーヴェイとワインスタインは2009年のパルム・ドールを競うことになるカンヌ映画祭に公開が間に合うようにスケジュールを繰り上げた。タランティーノによると、撮影期間が短かったせいで、かえって強烈なエネルギーを内包する作品に仕上がったという。ドイツとフランスがロケ地として押さえられ、2008年にドイツで本撮影がはじまった。撮影開始予定日は2008年10月13日であったが、実際にはその前の週にスタートした。特殊効果を担当したのはKNB EFXとグレゴリー・ニコテロで、映画の大部分はドイツのポツダムにあるバーベルスベルク・スタジオで撮影・編集されたが、チェコとの国境にほど近い小さな保養地であるバートシャンダウも使われた。イーライ・ロスは映画館が燃えるシーンで、「灰になりかけた」と証言した。炎は400 °C（750 °F）で燃えるように設定されていたが、実際には1200 °C（2000 °F）まで上昇し、予定とは異なりハーケンクロイツも焼け落ちてしまった。ロスによると、固定してあった鉄のケーブルが熱で溶解したのだという。タランティーノは、「70年代のカースタントを見た後でCGを見てもすごいと思わない」として、CGを使用せずに火災シーンなどすべてをリアルに描きたかったと述べた。
カンヌでの上映後、タランティーノは6月に映画を再編集すると述べた。カンヌでの初披露に合わせるために生じた未完成シーンを、映画公開前に整理して仕上げるためであった。2009年6月、映画の北米用宣伝広告費用を捻出できないことが危ぶまれるほどに資金繰りが悪化したワインスタイン・カンパニーは、ユニバーサル・ピクチャーズと交渉を行い、映画を共同出資すること、ユニバーサルが国際配給を行うことなどで合意した。

### サウンドトラック
タランティーノは当初、作曲にはエンニオ・モリコーネを起用したいと考えていた。しかし、モリコーネは完成が急がれていたジュゼッペ・トルナトーレの『シチリア!シチリア!』の作曲に追われており、不可能であった。実際には、タランティーノはモリコーネ作曲による8曲を映画で使用し、そのうち4曲はCDに収められている。
映画冒頭で使用された主題曲は、フォーク・バラードの「遥かなるアラモ」であり、ディミトリ・ティオムキンとポール・フランシス・ウェブスター作曲による1960年の映画『アラモ』で使用されたものである。タランティーノは『アラモ』を見たことがなかったが、カンフー映画の音楽として親しんでおり、新宿のレコード店で買い込んだドーナツ盤に入っていた曲でもある。パリのビストロの場面で流れる『荒野の1ドル銀貨』も東京で買って気に入ったアルバムから選んだ。サウンドトラックには、マカロニ・ウェスタン、リズム・アンド・ブルース、1982年の映画『キャット・ピープル』のデビッド・ボウイによる主題曲など、さまざまなジャンルの曲が使用された。CDには映画からの台詞集は収録されておらず、これはタランティーノ映画のサウンドトラックCDとしては初めてのことである。

## 封切り
脚本の最終稿が完成すると、インターネットに漏洩し、いくつかのタランティーノのファンサイトでレビューや脚本からの抜粋が掲載された。
2009年2月10日、最初のティーザー予告編全編が『エンターテイメント・トゥナイト』で披露され、その翌週からは、全米の映画館で『13日の金曜日』の前に上映されるようになった。その予告編とは、アルド・レイン中尉がバスターズのメンバーに、油断したナチ軍人を待ち伏せにして、拷問し殺害した上で頭皮を剥ぎ取るなどと任務の説明を行っているシーンであり、それにさまざまな場面からのカットが織り交ぜられたものであった。また、映画のタイトル候補にもなった、「その昔　ナチス占領下フランスで」というマカロニ・ウエスタン風のコピーや、映画本編で使用されることのなかった台詞「バスターズの任務に終わりはない」というコピーも使用されている。
2009年8月19日、英国とフランスで、さらにその二日後の21日には米国で、それぞれ映画が公開された。ドイツでは20日に公開された。一方、ヨーロッパの映画館の中には8月15日から試写を始めたところもあった。日本での公開日は、2009年11月20日となった。ポーランドでは、宣伝用やDVDパッケージの図版はそのままであったが、 ナチの徴章が "O" の文字に当てはまるよう、タイトルは逐語訳ではないBękarty Wojny（『戦争野郎ども』）と翻訳された。

### ドイツ
ドイツではナチの徴章を表示することが制限されているため、ユニバーサル・スタジオはドイツの映画宣伝サイトに検閲を加えた。タイトルからハーケンクロイツは取り除かれ、鉄帽のハーケンクロイツには銃弾で穴が開けられた。ダウンロード・セクションからは、ハーケンクロイツが公然と使用されている壁紙が削除された。宣伝用ポスターや壁紙にナチの徴章を使用することは許されないが、ドイツの法律に従えばこのような制限は「芸術作品」には適用されないので、映画自体は検閲されていない。

### 日本
2009年11月、試写会に出席するため監督のタランティーノと主演のピットが訪日し、『SMAP×SMAP』に出演するなど映画の宣伝活動を行った。また、洋画の面白さに目を向けてもらうために、2009年11月20日から11月23日の4日間、本作を観てつまらないと感じて上映開始後1時間以内に退席した観客には鑑賞料金を返却するという「面白さタランかったら全額返金しバスターズ」キャンペーンが約300館の劇場で行われた。企画者は監督のタランティーノと日本の配給会社の東宝東和。タランティーノは「つまらないと思った人は出て行ってください。残った皆で楽しくやろうじゃないか」と語った。毎日新聞の記者が訪れた新宿の映画館では、返金を求めた観客は一人も出なかったという。

## 評価

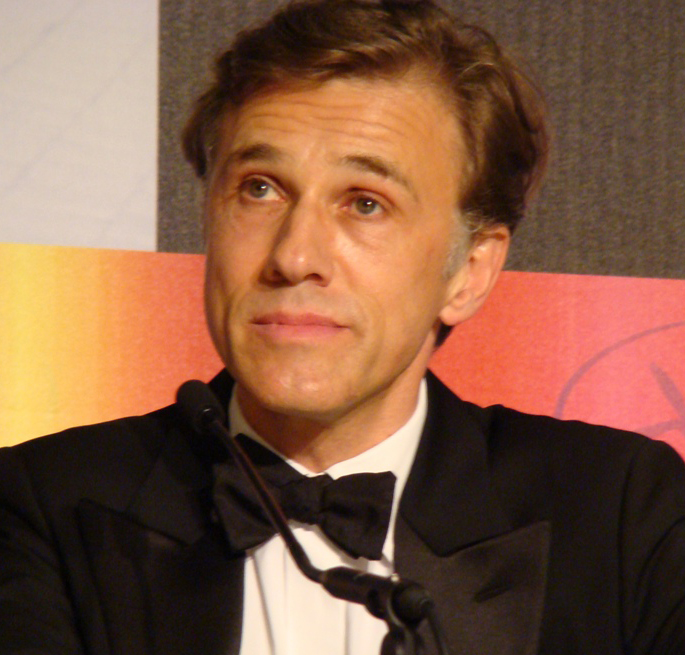
クリストフ・ヴァルツ（2009年カンヌ映画祭にて）

### 興行収入
8月21日に全米3165館で公開され、3805万4676ドルをたたき出し、週末興行成績第1位となった。日本では、公開第1週目で週末興行成績第5位、第2週目で第4位、第3週目で第7位となった。最終的に全世界で3億ドル以上を稼ぎ、『パルプ・フィクション』の2億1392万8762ドルを超えてクエンティン・タランティーノの監督映画で最大のヒット作となった。

### 批評家の反応
レビューサイトのRotten Tomatoesでは255件のレビューを集め、89%の支持を得て、平均点は10点満点中7.6だった。特にクリストフ・ヴァルツの演技が評価され、第82回アカデミー賞助演男優賞、第62回カンヌ国際映画祭男優賞をはじめとする様々な賞を獲得した。
日本の映画雑誌が選んだ2009年度外国映画ベストテンでは、『映画秘宝』が第1位に、『SCREEN』が第5位に、『キネマ旬報』が第10位に、それぞれ選んだ。映画館スタッフの投票で選ばれる「映画館大賞2010」では第9位となった。映画ライターの大西美貴と柳博子は、2009年の下半期ベスト5の一つに本作を選んだ。映画評論家の西村雄一郎は、2009年外国映画の第4位に選んだ。
作家の藤野可織は、本作は戦争映画というよりも映画好きによる映画好きのための痛快で明るい娯楽映画であり、退屈する瞬間などないので上映時間の長さは気にならないと述べた。読売新聞の恩田泰子は、史実を超越した結末と突き抜ける快感のある娯楽作であるが、見終わった後にその高揚感が続かず着地点がぼやけてしまった、と評した。東京新聞の小田克也は、暴力、笑い、恋愛など、映画に多くの要素を取り込みながらも物語が破綻しておらず、タランティーノはサスペンスがつくれないという前評判を吹き飛ばしたと評した。東京新聞の大谷弘路は、タランティーノが史実を臆面もなく脚色してうまくエンターテインメントに仕上げたと評した。
世界的な大ヒットとは裏腹に日本での興行成績は振るわなかったが、複数の論者が過激な暴力描写をその理由に挙げている。映画ジャーナリストの大高宏雄は、本作を2009年外国映画ベスト3の一つに選びつつも、日本での公開第1週目の興行成績が『キル・ビルVol.1』には遠く及ばないとして、破天荒な内容とR-15指定の暴力描写が日本人の今の体質には合わないようだと推察した。北海道で映画館を経営している菅原和博は、少しグロがきつかったせいで日本の映画ファンに受けなかったのは残念だとした。
韓国でも映画評論家による評価は高かったが、興行は振るわなかった。

### 受賞・ノミネート
| 受賞・ノミネート                 | 受賞・ノミネート                                                                        | 受賞・ノミネート | 受賞・ノミネート |
| 賞                               | 部門                                                                                    | 対象 | 結果             |
| -------------------------------- | --------------------------------------------------------------------------------------- | --- | ---------------- |
| アカデミー賞                     | 助演男優賞                                                                              | クリストフ・ヴァルツ | 受賞             |
| アカデミー賞                     | 作品賞                                                                                  | ローレンス・ベンダー | ノミネート       |
| アカデミー賞                     | 監督賞                                                                                  | クエンティン・タランティーノ | ノミネート       |
| アカデミー賞                     | 脚本賞                                                                                  | クエンティン・タランティーノ | ノミネート       |
| アカデミー賞                     | 撮影賞                                                                                  | ロバート・リチャードソン | ノミネート       |
| アカデミー賞                     | 編集賞                                                                                  | サリー・メンケ | ノミネート       |
| アカデミー賞                     | 録音賞                                                                                  | Michael Minkler、Tony Lamberti、Mark Ulano | ノミネート       |
| アカデミー賞                     | 音響編集賞                                                                              | Wylie Stateman | ノミネート       |
|                                  |                                                                                         | |                  |
| ゴールデングローブ賞             | 助演男優賞                                                                              | クリストフ・ヴァルツ | 受賞             |
| ゴールデングローブ賞             | 監督賞                                                                                  | クエンティン・タランティーノ | ノミネート       |
| ゴールデングローブ賞             | 作品賞（ドラマ部門）                                                                    | 作品賞（ドラマ部門） | ノミネート       |
| ゴールデングローブ賞             | 脚本賞                                                                                  | クエンティン・タランティーノ | ノミネート       |
|                                  |                                                                                         | |                  |
| 英国アカデミー賞                 | 助演男優賞                                                                              | クリストフ・ヴァルツ | 受賞             |
| 英国アカデミー賞                 | 撮影賞                                                                                  | ロバート・リチャードソン | ノミネート       |
| 英国アカデミー賞                 | 編集賞                                                                                  | サリー・メンケ | ノミネート       |
| 英国アカデミー賞                 | 監督賞                                                                                  | クエンティン・タランティーノ | ノミネート       |
| 英国アカデミー賞                 | プロダクションデザイン賞                                                                | サンディ・レイノルズ・ワスコ デヴィッド・ワスコ | ノミネート       |
| 英国アカデミー賞                 | オリジナル脚本賞                                                                        | クエンティン・タランティーノ | ノミネート       |
|                                  |                                                                                         | |                  |
| グラミー賞                       | コンピレーション・サウンドトラック・アルバム賞 （映画・テレビ・ビジュアルメディア部門） | 複数のアーティスト | ノミネート       |
|                                  |                                                                                         | |                  |
| サテライト賞                     | 助演男優賞                                                                              | クリストフ・ヴァルツ | 受賞             |
| サテライト賞                     | 撮影賞                                                                                  | ロバート・リチャードソン | ノミネート       |
|                                  |                                                                                         | |                  |
| 美術監督組合賞                   | ピリオド映画、フューチャー映画                                                          | デヴィッド・ワスコ | ノミネート       |
|                                  |                                                                                         | |                  |
| 全米監督協会賞                   | 監督賞                                                                                  | クエンティン・タランティーノ | ノミネート       |
|                                  |                                                                                         | |                  |
| 全米映画俳優組合賞               | 助演男優賞                                                                              | クリストフ・ヴァルツ | 受賞             |
| 全米映画俳優組合賞               | 助演女優賞                                                                              | ダイアン・クルーガー | ノミネート       |
| 全米映画俳優組合賞               | キャスト賞                                                                              | ダニエル・ブリュール、アウグスト・ディール、ジュリー・ドレフュス、 マイケル・ファスベンダー、シルヴェスター・グロート、ジャッキー・イド、 ダイアン・クルーガー、メラニー・ロラン、ドゥニ・メノーシェ、 マイク・マイヤーズ、ブラッド・ピット、イーライ・ロス、ティル・シュヴァイガー、 ロッド・テイラー、クリストフ・ヴァルツ、マルティン・ヴトケ | 受賞             |
|                                  |                                                                                         | |                  |
| 全米製作者協会賞                 | 映画製作者賞                                                                            | ローレンス・ベンダー | ノミネート       |
|                                  |                                                                                         | |                  |
| カンヌ国際映画祭                 | 男優賞                                                                                  | クリストフ・ヴァルツ | 受賞             |
| カンヌ国際映画祭                 | パルム・ドール                                                                          | クエンティン・タランティーノ | ノミネート       |
|                                  |                                                                                         | |                  |
| ラスベガス映画批評家協会賞       | 助演男優賞                                                                              | クリストフ・ヴァルツ | 受賞             |
| ラスベガス映画批評家協会賞       | 衣装デザイン賞                                                                          | アンナ・B・シェパード | 受賞             |
|                                  |                                                                                         | |                  |
| ハリウッド映画祭                 | 助演男優賞                                                                              | クリストフ・ヴァルツ | 受賞             |
|                                  |                                                                                         | |                  |
| オースティン映画批評家協会賞     | 助演男優賞                                                                              | クリストフ・ヴァルツ | 受賞             |
| オースティン映画批評家協会賞     | 主演女優賞                                                                              | メラニー・ロラン | 受賞             |
| オースティン映画批評家協会賞     | オリジナル脚本賞                                                                        | クエンティン・タランティーノ | 受賞             |
|                                  |                                                                                         | |                  |
| ボストン映画批評家協会賞         | 助演男優賞                                                                              | クリストフ・ヴァルツ | 受賞             |
|                                  |                                                                                         | |                  |
| クリティクス・チョイス・アワード | 助演男優賞                                                                              | クリストフ・ヴァルツ | 受賞             |
| クリティクス・チョイス・アワード | アンサンブル演技賞                                                                      | アンサンブル演技賞 | 受賞             |
| クリティクス・チョイス・アワード | アクション映画賞                                                                        | アクション映画賞 | ノミネート       |
| クリティクス・チョイス・アワード | 美術監督賞                                                                              | デヴィッド・ワスコ | ノミネート       |
| クリティクス・チョイス・アワード | 撮影賞                                                                                  | ロバート・リチャードソン | ノミネート       |
| クリティクス・チョイス・アワード | 衣装デザイン賞                                                                          | アンナ・B・シェパード | ノミネート       |
| クリティクス・チョイス・アワード | 監督賞                                                                                  | クエンティン・タランティーノ | ノミネート       |
| クリティクス・チョイス・アワード | 編集賞                                                                                  | サリー・メンケ | ノミネート       |
| クリティクス・チョイス・アワード | 作品賞                                                                                  | 作品賞 | ノミネート       |
| クリティクス・チョイス・アワード | オ リジナル脚本賞                                                                       | クエンティン・タランティーノ | 受賞             |
|                                  |                                                                                         | |                  |
| ロサンゼルス映画批評家協会賞     | 助演男優賞                                                                              | クリストフ・ヴァルツ | 受賞             |
|                                  |                                                                                         | |                  |
| ニューヨーク映画批評家協会賞     | 助演男優賞                                                                              | クリストフ・ヴァルツ | 受賞             |
|                                  |                                                                                         | |                  |
| サンディエゴ映画批評家協会賞     | 助演男優賞                                                                              | クリストフ・ヴァルツ | 受賞             |
| サンディエゴ映画批評家協会賞     | アンサンブル演技賞                                                                      | アンサンブル演技賞 | 受賞             |
| サンディエゴ映画批評家協会賞     | 監督賞                                                                                  | クエンティン・タランティーノ | 受賞             |
| サンディエゴ映画批評家協会賞     | 作品賞                                                                                  | 作品賞 | 受賞             |
| サンディエゴ映画批評家協会賞     | 美術賞                                                                                  | デヴィッド・ワスコ | 受賞             |
| サンディエゴ映画批評家協会賞     | オリジナル脚本賞                                                                        | クエンティン・タランティーノ | 受賞             |
|                                  |                                                                                         | |                  |
| サウスイースタン映画批評家協会賞 | 助演男優賞                                                                              | クリストフ・ヴァルツ | 受賞             |
|                                  |                                                                                         | |                  |
| ワシントンD.C.映画批評家協会賞   | 助演男優賞                                                                              | クリストフ・ヴァルツ | 受賞             |
| ワシントンD.C.映画批評家協会賞   | 監督賞                                                                                  | クエンティン・タランティーノ | ノミネート       |
| ワシントンD.C.映画批評家協会賞   | 作品賞                                                                                  | 作品賞 | ノミネート       |
| ワシントンD.C.映画批評家協会賞   | オリジナル脚本賞                                                                        | クエンティン・タランティーノ | 受賞             |
|                                  |                                                                                         | |                  |
| 全米映画批評家協会賞             | 助演男優賞                                                                              | クリストフ・ヴァルツ | 受賞             |
|                                  |                                                                                         | |                  |
| MTVムービー・アワード            | 悪役賞                                                                                  | クリストフ・ヴァルツ | ノミネート       |
|                                  |                                                                                         | |                  |
| サターン賞                       | 主演女優賞                                                                              | メラニー・ロラン | ノミネート       |
| サターン賞                       | 助演男優賞                                                                              | クリストフ・ヴァルツ | ノミネート       |
| サターン賞                       | 助演女優賞                                                                              | ダイアン・クルーガー | ノミネート       |
| サターン賞                       | アクション/アドベンチャー/スリラー映画賞                                                | アクション/アドベンチャー/スリラー映画賞 | 受賞             |
| サターン賞                       | 監督賞                                                                                  | クエンティン・タランティーノ | ノミネート       |
| サターン賞                       | 脚本賞                                                                                  | クエンティン・タランティーノ | ノミネート       |
| サターン賞                       | 衣装デザイン賞                                                                          | 衣装デザイン賞 | ノミネート       |